# Embajada de Argentina en Austria
La Embajada de Argentina en Austria es la misión diplomática de Argentina en Austria. Se encuentra en el séptimo piso de los números 1 y 2 de Lügeck en Viena. Gustavo Eduardo Ainchil sirve como embajador desde 2019.
Además de Austria, la jurisdicción de la embajada cubre también Eslovaquia y Eslovenia.